# The Reader
The Reader (El lector o Una pasión secreta) es una película dirigida por Stephen Daldry y protagonizada por Kate Winslet, Ralph Fiennes y David Kross. Estrenada en 2008, la película es una adaptación de David Hare de la novela homónima de Bernhard Schlink. Fue la última película producida por Anthony Minghella y Sydney Pollack, que fallecieron antes de que se estrenara.

## Sinopsis
La película comienza en Alemania en el año 1995, en el piso de Michael Berg (Ralph Fiennes), donde este se despide de la mujer con la que ha pasado la noche. Michael mira por la ventana y se abstrae mirando un tranvía que pasa y recordando un episodio de su adolescencia. Su ensoñación transporta la acción a la ciudad de Neustadt en el año 1958. Michael Berg (David Kross) es un joven de 15 años que cae enfermo de camino a casa y es rescatado por Hanna Schmitz (Kate Winslet), una mujer de 35 años que le ayuda a volver a casa. A Michael se le diagnostica escarlatina y se ve obligado a guardar reposo, aislado. Tras recuperarse, le lleva unas flores a Hanna para agradecerle su ayuda, y comienzan una apasionada aventura que dura todo el verano. Michael se escapa con frecuencia para reunirse clandestinamente con su amante, pero pronto sus reuniones incorporan algo más que sexo: Hannah le pide a Michael que le lea en voz alta, y él le lee las obras literarias que está estudiando en la escuela, tales como Emilia Galotti, la Odisea, La dama del perrito de Chéjov, Las aventuras de Huckleberry Finn y el cómic de Tintín Las siete bolas de cristal. 
Michael le pide a Hanna que haga un viaje en bicicleta con él, y los dos disfrutan de este tiempo de libertad. Sin embargo, al volver, Hanna se encuentra con que ha sido ascendida en su trabajo. Decide mudarse de casa sin decir nada, y Michael se encuentra el piso vacío. 8 años después, Michael estudia Derecho en la Universidad de Heidelberg, donde acude a unos seminarios impartidos por el Profesor Rohl (Bruno Ganz). Como parte de estos seminarios, los estudiantes presencian el juicio a unas antiguas agentes de las SS acusadas de haber dejado morir a 300 mujeres judías, prisioneras de un campo de concentración cercano a Cracovia, durante el incendio de la iglesia en la que estaban encerradas para pasar la noche, al ser evacuado el campo en el año 1944. Consternado, Michael descubre que Hanna es una de las acusadas.
El juicio despierta opiniones encontradas en los estudiantes y provoca discusiones cargadas de tensión entre ellos y con su profesor. Ilana Mather (Alexandra Maria Lara) y su madre, que lograron sobrevivir al incendio, son los principales testigos de la acusación, y señalan a todas las imputadas como culpables. También las acusan de haber participado en la selección regular de prisioneras para ser enviadas a las cámaras de gas. Sin embargo, solo Hanna admite su responsabilidad. El resto de las imputadas niega haber participado y terminan poniéndose de acuerdo para declarar que era Hanna la que ostentaba el mando y la responsabilidad de estos actos, y también la autora del informe que firmaron todas tras el incendio de la iglesia. Hanna defiende que su responsabilidad es igual que la de las demás, pero cuando el juez le pide una muestra de su caligrafía para compararla con la del informe, es incapaz de sufrir la vergüenza de declararse analfabeta y prefiere declararse autora del mismo. Michael se da cuenta de lo que ocurre y le habla al profesor Rohl del dilema en que se encuentra: que tiene información que puede ser crucial para la defensa de una de las acusadas, pero le consta que ella ha preferido mantenerla en secreto. Finalmente, Hanna es declarada culpable y sentenciada a cadena perpetua, mientras que sus compañeras reciben sentencias de 4 años de cárcel. 
Michael se casa, tiene una hija, Julia (Ava Eusepi-Harris), y luego se divorcia. Con el tiempo, decide ir a ver a Hanna a la prisión, pero se arrepiente justo antes de entrar en la sala de visita donde ella le espera. Busca los libros que le leía a ella, los lee en voz alta y los graba en cintas magnetofónicas, enviándoselos a la cárcel. Con el tiempo, ella empieza a mirar los libros mientras escucha las cintas y aprende a leer sola, siguiendo las grabaciones de Michael. También le manda pequeñas notas, a las que él, sin embargo, no responde. Hay dos escenas en las que Michael come con su madre y con su hija, respectivamente. En ambas aflora el tema de la distancia que él mantiene con cada una de ellas; pero mientras que con su madre Michael se muestra a la defensiva, con su hija es mucho más franco, asumiendo la responsabilidad por el desapego con que la ha tratado y disculpándose. Julia se echa a llorar, aliviada, y le confiesa que estaba convencida de que la culpa era de ella.
En 1988 una funcionaria de la prisión (Linda Bassett) se pone en contacto con Michael para informarle de la inminente liberación de Hanna después de 20 años y pedirle que colabore en el proceso de su reinserción. Él va a visitar a Hanna a la cárcel una semana antes de que sea puesta en libertad y le dice que le ha encontrado un lugar donde vivir y un trabajo; pero se muestra distante, rehúye el contacto físico con ella y le pregunta si ha aprendido algo del pasado. Una semana más tarde, Michael acude a la cárcel para recoger a Hanna, pero se entera de que se ha ahorcado en su celda. Hanna ha dejado una nota en la que, entre otras cosas, le manda un saludo para Michael y le pide que se encargue de entregar una latita con dinero y 7000 marcos —sus ahorros del banco— a Ilana, la prisionera judía que sobrevivió al incendio. Al recibir la noticia y el recado, Michael llora desconsoladamente.
Viaja a Nueva York y se encuentra con Ilana (Lena Olin), quien lo recibe en su lujosa casa. Le entrega el dinero y le habla del analfabetismo de Hanna y de cómo aprendió a leer y a escribir sola en la cárcel. Ilana se rehúsa donar este dinero a una causa ligada al Holocausto, ya que eso equivaldría a conceder el perdón. Él le sugiere que lo done a una organización que promueva la alfabetización, preferiblemente judía. Ilana accede, aunque hace notar con una sonrisa irónica que el analfabetismo no es un problema particularmente judío. También acepta quedarse con la latita de Hanna, que es muy parecida, según cuenta, a una que a ella le quitaron en el campo de concentración. La escena final tiene lugar en el exterior de una iglesia que Michael y Hanna habían visitado durante su viaje en bicicleta y en la que ella había experimentado una gran emoción al oír la música cantada por los niños del coro. Michael ha llevado allí a su hija Julia ya adulta (Hannah Herzsprung), y le muestra la tumba de Hanna, comenzando a contarle su historia con ella, mientras la cámara se aleja gradualmente.

## Reparto
- Kate Winslet: Hanna Schmitz
- David Kross: Michael Berg de 15 a 23 años de edad
- Ralph Fiennes: Michael Berg de adulto
- Alexandra Maria Lara: Ilana Mather de joven
- Lena Olin: Ilana Mather de adulta
- Bruno Ganz: Profesor Rohl
- Hannah Herzsprung: Julia Berg de adulta
- Ava Eusepi-Harris: Julia Berg de niña
- Karoline Herfurth: Martha
- Burghart Klaußner: El juez

## Producción
Miramax adquirió los derechos de la novela en abril de 1998, y el trabajo de filmación comenzó en septiembre de 2007, inmediatamente después de que Stephen Daldry asumiera la dirección del proyecto y el actor Ralph Fiennes su papel protagonista. A Kate Winslet se le ofreció originalmente el papel de Hanna, pero abandonó el proyecto, ya que coincidía con la filmación de su película Revolutionary Road. Nicole Kidman aceptó entonces el papel, pero lo descartó posteriormente, por su reciente embarazo. Todavía no había filmado ninguna escena, de modo que el estudio pudo volver a contratar a Winslet sin que ello afectara a la agenda de producción prevista.
El rodaje tuvo lugar en Berlín y Görlitz y terminó en Colonia el 14 de julio. Los productores recibieron subvenciones por valor de 4,1 millones de dólares del Gobierno alemán y de organismos federales alemanes.
El autor de la novela original, Schlink, insistió en que la película debía filmarse en inglés, en vez de alemán, ya que versaba sobre la vida en una sociedad post-genocidio, suscitando cuestiones que trascendían la Alemania de mitad de siglo. Daldry y Hare recorrieron los escenarios de la novela con Schlink, vieron documentales sobre el periodo de la historia alemana en la que esta se desarrolla, y leyeron libros y artículos sobre mujeres que habían sido guardias de las SS en los campos de exterminio. Hare, que rechazó utilizar la voz de un narrador para recrear los largos monólogos internos de la novela, también cambió el final —de manera que Michael cuenta la historia de Hanna a su hija Julia—, alegando que la película habla de la literatura como un poderoso medio de comunicar, y en ocasiones como un sustituto de la propia comunicación.
Los actores principales —todos alemanes, exceptuando a Fiennes, Winslet y Olin— decidieron emular el acento alemán de Kross, que aprendió inglés expresamente para la película. Las escenas de sexo se rodaron después de que Kross cumpliera 18 años.
Chris Menges sustituyó a Roger Deakins como director de fotografía, y uno de los productores, Scott Rudin, abandonó la producción tras un desacuerdo acerca de la fecha del estreno.

## Premios
Premios Óscar:
| Año  | Categoría            | Receptor                   | Resultado |
| ---- | -------------------- | -------------------------- | --------- |
| 2008 | Mejor película       | Mejor película             | Candidato |
| 2008 | Mejor director       | Stephen Daldry             | Candidato |
| 2008 | Mejor actriz         | Kate Winslet               | Ganadora  |
| 2008 | Mejor guion adaptado | David Hare                 | Candidato |
| 2008 | Mejor fotografía     | Roger Deakins Chris Menges | Candidato |

Premios Globo de Oro:
| Año  | Categoría                | Receptor                 | Resultado |
| ---- | ------------------------ | ------------------------ | --------- |
| 2008 | Mejor película dramática | Mejor película dramática | Candidata |
| 2008 | Mejor director           | Stephen Daldry           | Candidato |
| 2008 | Mejor actriz de reparto  | Kate Winslet             | Ganadora  |
| 2008 | Mejor guion              | David Hare               | Candidato |

Premios BAFTA:
| Año  | Categoría            | Receptor                   | Resultado  |
| ---- | -------------------- | -------------------------- | ---------- |
| 2008 | Mejor película       | Mejor película             | Candidata  |
| 2008 | Mejor director       | Stephen Daldry             | Candidato  |
| 2008 | Mejor actriz         | Kate Winslet               | Ganadora   |
| 2008 | Mejor guion adaptado | David Hare                 | Candidato  |
| 2008 | Mejor fotografía     | Roger Deakins Chris Menges | Candidatos |

Premios del Sindicato de Actores:
| Año  | Categoría               | Receptor     | Resultado |
| ---- | ----------------------- | ------------ | --------- |
| 2008 | Mejor actriz de reparto | Kate Winslet | Ganadora  |